# Zuidwestfaals voetbalkampioenschap 1923/24
In 1923/24 werd het tweede Zuidwestfaals voetbalkampioenschap gespeeld, dat georganiseerd werd door de West-Duitse voetbalbond. 
De West-Duitse competities werden gespreid over 1922 tot 1924. Vorig seizoen werd na de heenronde al een kampioen afgevaardigd naar de eindronde, dit seizoen werd de terugronde gespeeld. Tijdens het seizoen fuseerden SV 07 Siegen en FC Jahn Siegen tot Sportfreunde Siegen. Omdat het seizoen lopende was nam de fusieclub de plaats en punten van Jahn Siegen over. SV 07 Siegen bleef in de tabel staan, maar speelde geen wedstrijden meer.
Sportfreunde Siegen werd kampioen en plaatste zich voor de West-Duitse eindronde. De zeven kampioenen bekampten elkaar in een groepsfae en Siegen werd voorlaatste.
TSV Hagen 1860 veranderde de naam in Hagener SC 05.

## Gauliga
| Plaats | Club                     | Wed. | W | G | V | Saldo | Ptn.  |
| ------ | ------------------------ | ---- | - | - | - | ----- | ----- |
| 1.     | Sportfreunde Siegen 1899 | 14   |   |   |   | 34:12 | 25:3  |
| 2.     | Eppenhausener FC 1911    | 14   |   |   |   | 49:18 | 23:5  |
| 3.     | VfB 07 Weidenau          | 14   |   |   |   | 14:15 | 18:10 |
| 4.     | Hagener SC 05            | 14   |   |   |   | 32:24 | 15:13 |
| 5.     | TuS Gevelsberg           | 14   |   |   |   | 20:24 | 15:13 |
| 6.     | SV 07 Siegen             | 14   |   |   |   | 11:14 | 6:22  |
| 7.     | FC 1908 Neheim           | 14   |   |   |   | 14:37 | 6:22  |
| 8.     | TuS Wetter 1910          | 14   |   |   |   | 6:38  | 2:26  |

|  | Kampioen, geplaatst voor West-Duitse eindronde |